# Xanca d'Alta Floresta
La xanca d'Alta Floresta (Hylopezus whittakeri) és una espècie d'ocell de la família dels gral·làrids (Grallariidae).

## Hàbitat i distribució
Habita el terra de la selva pluvial, a les terres baixes del sud de l'Amazònia de Brasil.